# Otto Miehler
Otto Miehler (* 24. August 1903 in Passau; † 10. August 1982 in Friedberg (Bayern)) war ein deutscher Dirigent und Komponist.

## Leben und Werk
Otto Miehler studierte am Bayerischen Staatskonservatorium in Würzburg bei Hermann Zilcher (Klavier, Dirigieren und Komposition) sowie an der Universität Würzburg Musikwissenschaft.
Von 1927 bis 1931 und von 1932 bis 1934 war er Kapellmeister am Stadttheater Augsburg. Von 1934 bis 1938 wirkte er als musikalischer Oberleiter am Landestheater Neustrelitz, 1938 bis 1950 als Musikdirektor der Städtischen Bühnen Flensburg.
Nach Ende des Zweiten Weltkrieges erhielt Otto Miehler von der britischen Militärregierung den Auftrag, ein Flensburg Municipal Orchestra zu gründen. Die ersten Konzerte dieses Klangkörpers im Deutschen Haus waren nur Angehörigen des britischen Militärs zugänglich. Das erste öffentliche Konzert fand dann am 15. September 1945 in der Turnhalle der Marineschule Mürwik statt. In der Spielzeit 1946/1947 wurden wieder 18 Konzerte im Deutschen Haus angeboten. Unter der Leitung Miehlers wurden auch wieder moderne Werke gespielt.
Von 1951 bis 1961 wirkte er als freischaffender Komponist, Gastdirigent und Klavierbegleiter. Seit 1961 wirkte er als Dozent an der Staatlichen Hochschule für Musik in München.
Er schrieb die Missa dominicalis für vierstimmigen gemischten Chor (1931), den Hymnus auf einen Text von Friedrich Wilhelm Weber für vierstimmigen Männerchor und zwei Klarinetten oder Orchester (1945), eine Marienkantate nach Texten des 16. und 17. Jahrhunderts für vierstimmigen Frauenchor und Orchester (1947), Arie, Serenade und Elegie nach Texten von Paul Fleming und Eduard Mörike für Tenor und Orchester (1948), Kammermusik, Klavierstücke, Chöre, Lieder und Bühnenmusiken.
Seit 1928 bis zu seinem Tod war Otto Miehler mit der Tänzerin und Ballettlehrerin Elisabeth Müller-Brunn (1904–1989) verheiratet. Gemeinsam gaben sie in den 1960er Jahren die Schallplattenreihe Musik zur Bewegung. Freie Improvisationen von Otto Miehler aus der Zusammenarbeit mit Elisabeth Müller-Brunn heraus (4 LPs, Schallplattenverlag Walter Kögler Stuttgart).